# Liste der Bodendenkmäler in Fremdingen
Auf dieser Seite sind die Bodendenkmäler in der schwäbischen Gemeinde Fremdingen zusammengestellt. Diese Tabelle ist eine Teilliste der Liste der Bodendenkmäler in Bayern. Grundlage ist die Bayerische Denkmalliste, die auf Basis des Bayerischen Denkmalschutzgesetzes vom 1. Oktober 1973 erstmals erstellt wurde und seither durch das Bayerische Landesamt für Denkmalpflege geführt wird. Die folgenden Angaben ersetzen nicht die rechtsverbindliche Auskunft der Denkmalschutzbehörde.

## Bodendenkmäler in Fremdingen
| Lage       | Objekt                                                                                      | Akten-Nr.     | Bild |
| ---------- | ------------------------------------------------------------------------------------------- | ------------- | ---- |
| (Standort) | Grabhügel vorgeschichtlicher Zeitstellung.                                                  | D-7-6928-0001 |      |
| (Standort) | Wall vor- und frühgeschichtlicher oder mittelalterlicher Zeitstellung.                      | D-7-6928-0002 |      |
| (Standort) | Siedlung der frühen römischen Kaiserzeit.                                                   | D-7-6929-0019 |      |
| (Standort) | Straße der römischen Kaiserzeit.                                                            | D-7-6929-0201 |      |
| (Standort) | Grabhügel vorgeschichtlicher Zeitstellung.                                                  | D-7-7028-0001 |      |
| (Standort) | Grabhügel vorgeschichtlicher Zeitstellung.                                                  | D-7-7028-0002 |      |
| (Standort) | Burgstall des Mittelalters.                                                                 | D-7-7028-0006 |      |
| (Standort) | Burgstall des Mittelalters.                                                                 | D-7-7028-0008 |      |
| (Standort) | Grabhügel vorgeschichtlicher Zeitstellung.                                                  | D-7-7028-0009 |      |
| (Standort) | Grabhügel vorgeschichtlicher Zeitstellung.                                                  | D-7-7028-0010 |      |
| (Standort) | Grabhügel vorgeschichtlicher Zeitstellung.                                                  | D-7-7028-0011 |      |
| (Standort) | Grabhügel vorgeschichtlicher Zeitstellung.                                                  | D-7-7028-0012 |      |
| (Standort) | Grabhügel vorgeschichtlicher Zeitstellung.                                                  | D-7-7028-0013 |      |
| (Standort) | Siedlung vor- und frühgeschichtlicher Zeitstellung.                                         | D-7-7028-0019 |      |
| (Standort) | Siedlung des Neolithikums.                                                                  | D-7-7028-0020 |      |
| (Standort) | Siedlung vorgeschichtlicher Zeitstellung.                                                   | D-7-7028-0022 |      |
| (Standort) | Siedlung des Neolithikums.                                                                  | D-7-7028-0023 |      |
| (Standort) | Siedlung der Bronzezeit.                                                                    | D-7-7028-0024 |      |
| (Standort) | Siedlung des Neolithikums.                                                                  | D-7-7028-0026 |      |
| (Standort) | Villa rustica der römischen Kaiserzeit.                                                     | D-7-7028-0027 |      |
| (Standort) | Siedlung des Neolithikums.                                                                  | D-7-7028-0031 |      |
| (Standort) | Siedlung des Neolithikums.                                                                  | D-7-7028-0035 |      |
| (Standort) | Siedlung des Neolithikums.                                                                  | D-7-7028-0036 |      |
| (Standort) | Siedlung vorgeschichtlicher Zeitstellung.                                                   | D-7-7028-0038 |      |
| (Standort) | Siedlung vorgeschichtlicher Zeitstellung.                                                   | D-7-7028-0039 |      |
| (Standort) | Siedlung des Mittelneolithikums.                                                            | D-7-7028-0040 |      |
| (Standort) | Siedlung vorgeschichtlicher Zeitstellung.                                                   | D-7-7028-0041 |      |
| (Standort) | Siedlung vorgeschichtlicher Zeitstellung.                                                   | D-7-7028-0043 |      |
| (Standort) | Siedlung des Neolithikums.                                                                  | D-7-7028-0044 |      |
| (Standort) | Siedlung der Bronzezeit.                                                                    | D-7-7028-0045 |      |
| (Standort) | Grabhügel vorgeschichtlicher Zeitstellung.                                                  | D-7-7028-0047 |      |
| (Standort) | Grabhügel der Hallstattzeit.                                                                | D-7-7028-0048 |      |
| (Standort) | Körpergräber des Frühmittelalters.                                                          | D-7-7028-0054 |      |
| (Standort) | Brandgräber der Bronzezeit.                                                                 | D-7-7028-0055 |      |
| (Standort) | Straßentrasse vorgeschichtlicher Zeitstellung.                                              | D-7-7028-0056 |      |
| (Standort) | Grabhügel der Hallstattzeit.                                                                | D-7-7028-0057 |      |
| (Standort) | Siedlung des Jungneolithikums.                                                              | D-7-7028-0086 |      |
| (Standort) | Grabhügel vorgeschichtlicher Zeitstellung.                                                  | D-7-7028-0158 |      |
| (Standort) | Grabhügel vorgeschichtlicher Zeitstellung.                                                  | D-7-7028-0159 |      |
| (Standort) | Mittelalterliche und frühneuzeitliche Befunde im Bereich der Evang.-Luth. Pfarrkirche       | D-7-7028-0168 |      |
| (Standort) | Mittelalterliche und frühneuzeitliche Befunde im Bereich der Kath. Filialkirche             | D-7-7028-0169 |      |
| (Standort) | Siedlung des Jungneolithikums.                                                              | D-7-7028-0171 |      |
| (Standort) | Befunde der frühen Neuzeit im Bereich des Dominikanerinnenklosters in Fremdingen.           | D-7-7028-0172 |      |
| (Standort) | Mittelalterliche und frühneuzeitliche Befunde im Bereich der Kath. Pfarrkirche St. Gallus   | D-7-7028-0173 |      |
| (Standort) | Mittelalterliche und frühneuzeitliche Befunde im Bereich der Kath. Leonhardskapelle         | D-7-7028-0174 |      |
| (Standort) | Mittelalterliche und frühneuzeitliche Befunde im Bereich der Kath. Filialkirche St. Blasius | D-7-7028-0176 |      |
| (Standort) | Mittelalterliche und frühneuzeitliche Befunde im Bereich der Kath. Filialkirche St. Michael | D-7-7028-0180 |      |
| (Standort) | Siedlung der Hallstattzeit.                                                                 | D-7-7028-0182 |      |
| (Standort) | Befunde der frühen Neuzeit im Bereich der Kath. Pfarrkirche St. Trinitas in Schopflohe.     | D-7-7028-0183 |      |
| (Standort) | Siedlungen der Vorgeschichte, darunter der Latènezeit.                                      | D-7-7028-0188 |      |
| (Standort) | Grabhügel vorgeschichtlicher Zeitstellung.                                                  | D-7-7028-0192 |      |
| (Standort) | Straße der römischen Kaiserzeit.                                                            | D-7-7029-0010 |      |
| (Standort) | Straße der römischen Kaiserzeit.                                                            | D-7-7029-0023 |      |
| (Standort) | Villa rustica der römischen Kaiserzeit.                                                     | D-7-7029-0026 |      |
| (Standort) | Frühmittelalterlicher Ringwall.                                                             | D-7-7029-0027 |      |
| (Standort) | Siedlung der Urnenfelder- und der Latènezeit, Villa rustica der römischen Kaiserzeit.       | D-7-7029-0029 |      |
| (Standort) | Siedlung vor- und frühgeschichtlicher Zeitstellung.                                         | D-7-7029-0265 |      |
| (Standort) | Siedlung der Bronze-, Hallstatt- und Latènezeit sowie der römischen Kaiserzeit.             | D-7-7029-0273 |      |
| (Standort) | Siedlung und Gräber der Hallstattzeit.                                                      | D-7-7029-0277 |      |
| (Standort) | Mittelalterliche und frühneuzeitliche Befunde im Bereich der Kath. Pfarrkirche St. Rufus    | D-7-7029-0441 |      |
| (Standort) | Mittelalterliche und frühneuzeitliche Befunde im Bereich der Kath. Pfarrkirche              | D-7-7029-0466 |      |
| (Standort) | Mittelalterliche und frühneuzeitliche Befunde im Bereich des ehemaligen Schlosses           | D-7-7029-0467 |      |
| (Standort) | Rechteckige Wallanlage vor- und frühgeschichtlicher Zeitstellung.                           | D-7-7029-0540 |      |